# Ourapteryx primularis
Ourapteryx primularis là một loài bướm đêm trong họ Geometridae.